# Skakun arlekinowy

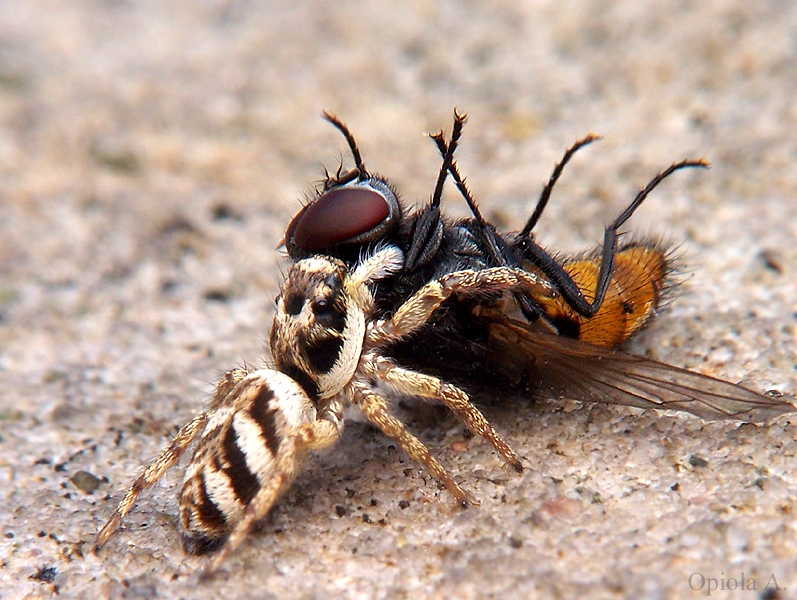
Skakun arlekinowy atakujący muchę

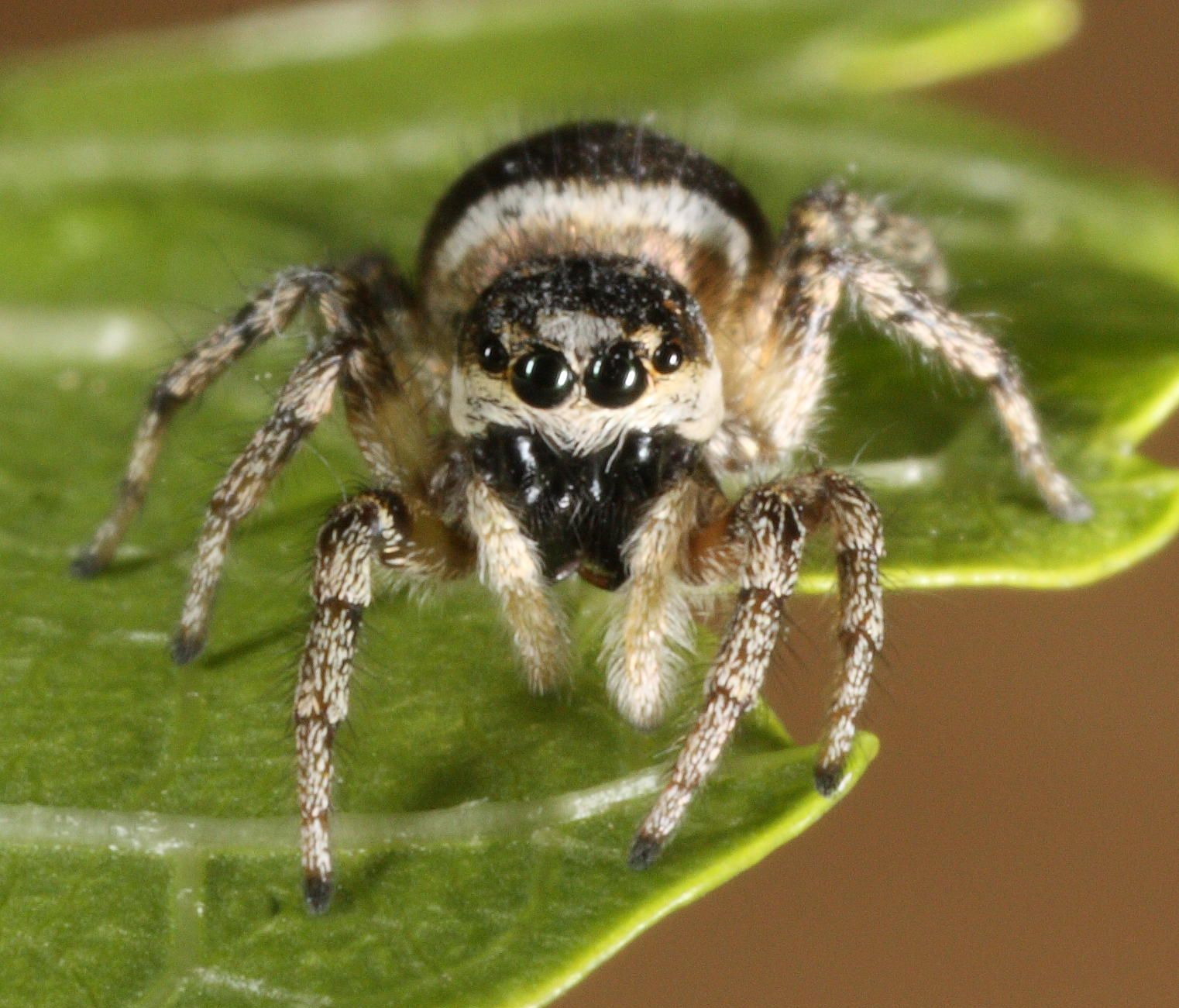

Skakun arlekinowy, pająk zwany też pląsem zebrą (Salticus scenicus) – gatunek z rodziny skakunowatych (Salticidae). 
MorfologiaDługość 5–8 mm, ciało krępej budowy, odnóża krótkie i mocne, głowotułów szeroki, z przodu ścięty. Charakterystyczne ubarwienie ciała – czarne z białymi poprzecznymi pręgami: biała obwódka głowotułowia u nasady odnóży oraz cztery poprzeczne na odwłoku, z których to trzy ostatnie mogą być przerwane na osi odwłoka. Samice nieco większe od samców. Owłosienie ciała słabe, kądziołki przędne nieduże.
WystępowanieEuropa, Azja, północna Afryka, Ameryka Północna.
Środowisko życiaZewnętrzne i wewnętrzne ściany budynków, nasłonecznione skały, płoty, pnie drzew itp.
Tryb życiaNie buduje sieci, czasami przędzie niewielką sakwę jako kryjówkę i leże. Aktywny za dnia, nieustannie porusza się w poszukiwaniu pokarmu. Do swoich ofiar skrada się na odległość kilku centymetrów, po czym błyskawicznie skacze (prędkość wyskoku osiągająca nawet 700 mm/s, średnio ok. 600 mm/s). Przed upadkiem w trakcie skoku zabezpiecza się, wlokąc za sobą wyjątkowo mocną nić pajęczą przytwierdzoną do podłoża. Posiada bardzo dobry wzrok. Ma cztery pary oczu. Para największych, głównych oczu umieszczona jest z przodu, na szerokim głowotułowiu. Ich budowa wyróżnia się kilkoma siatkówkami położonymi nad sobą, którymi skakun może poruszać i tym samym obserwować obiekty w ruchu bez obracania całego ciała. Ponadto różne siatkówki dają pląsowi ostrą wizję w kolorze. Trzy pary mniejszych oczu po bokach głowotułowia poszerzają pole widzenia skakuna do prawie 360°. Z czterech oczu w przodzie głowotułowia dwa środkowe są wyraźnie powiększone. Atakuje nawet dwukrotnie większe od siebie ofiary, paraliżując je jadem. Badania wskazują, że nawet 57% ofiar skakunów należy do rodziny komarowatych. Stwierdzono, że potrafi uczyć się na błędach i zapamiętuje konfigurację terenu. Jako łowcy operujący przede wszystkim zmysłem wzroku reagują głównie na obiekty znajdujące się w ruchu, jednak nie atakują przedmiotów, których nie rozpoznają jako potencjalne ofiary. Potrafią natomiast rozpoznać zagrożenia nawet, jeśli trwają w bezruchu – a sama identyfikacja wspomnianych zagrożeń jest wieloelementowa. Badania wykazały, że okrągły obiekt posiadający imitację oczu innego pająka wzbudza zainteresowanie skakunów, ale są w stanie rozpoznać, że nie jest to faktyczne zagrożenie; wykorzystanie zwłok naturalnego drapieżnika skakunów (z gatunku Marpissa) powodowało bezwarunkową ucieczkę pląsów, podobnie jak użycie zwłok większego pająka niewystępującego w środowisku naturalnym skakunów (z gatunku Phidippus). Zastosowanie wydrukowanej przestrzennie imitacji większego pająka bez oczu wzbudziło w badanych skakunach niepokój skutkujący asekuracyjnym wycofaniem. Zaobserwowano także u skakunów mimowolne ruchy odnóży, kądziołek przędnych oraz siatkówek w trakcie snu, co sugeruje występowanie u nich fazy głębokiego snu REM.
RozmnażanieOd maja do sierpnia. Samiec posiada bardzo duże nogogłaszczki, za pomocą których sygnalizuje samicy swoje zamiary w czasie zalotów, a także grozi nimi podczas spotkań z innymi samcami. Nogogłaszczki te trzyma skośnie wyciągnięte do przodu. Przed kopulacją wykonuje taniec godowy. Samica wybiera samca o ubarwieniu podobnym do swojego. Nasienie samca może przechowywać przez dłuższy czas po kopulacji.